# Achillea mollis
Achillea mollis là một loài thực vật có hoa trong họ Cúc. Loài này được Andrz. ex Trautv. mô tả khoa học đầu tiên năm 1883.